# Río Motatán
Der Río Motatán ist ein 168 km langer Fluss im Westen Venezuelas.
Er entspringt am Páramo de Timotes in den nordöstlichen Ausläufern der Anden im venezolanischen Bundesstaat Mérida. Er fließt in nördlicher Richtung in den Bundesstaat Trujillo, durchquert Valera und speist den Stausee Embalse de Agua Viva. Von dort fließt er in westlicher Richtung in das Tiefland und mündet nördlich von La Ceiba in den Maracaibo-See.